# Felix Ramos
Pour les articles homonymes, voir Ramos.
Félix Ramos est l'agent de la CIA qui a coordonné la traque d'Ernesto Guevara en Bolivie. Il a participé dans la lutte contre les guerilleros salvadoriens. Membre clé de l'affaire Iran-Contra, il aurait participé au trafic de drogues (cocaïne) pour pouvoir acheter des armes pour la contras nicaraguayenne[réf. nécessaire].